# آقای مربوطه
آقای مربوطه نام یک مجموعه تلویزیونی ایرانی به کارگردانی بهزاد اشتیاقی است که پخش آن از نیمهٔ دوم سال ۱۳۵۳ از تلویزیون ملی ایران آغاز و تا اواسط سال ۱۳۵۷ (چند ماه پیش از انقلاب ۱۳۵۷) ادامه داشت. این مجموعه، به‌شکل میان‌پرده‌های طنز ۱۰–۱۵ دقیقه‌ای، هر شب از تلویزیون پخش می‌شد. مسائل خانوادگی، سیاسی، فرهنگی، اجتماعی و اقتصادی مضمون این نمایش‌های کوتاه طنز و انتقادی بود.
به استثنای یک ویدئوی خیلی کوتاه، تقریبا هیچ نسخه‌ کاملی از سریال آقای مربوطه در دسترس نیست. احتمالا همه کارهای بهزاد اشتیاقی پس از انقلاب در بایگانی صدا و سیما نابود شده‌اند.

## بازیگران و عوامل تولید

### بازیگران
- بهزاد اشتیاقی
- فرشته مهبان (با نام حقیقی فرشته هوشمند دختر رضا هوشمند و فرخ‌لقا هوشمند)[۱]
- صدیقه کیانفر
- فرخ‌لقا هوشمند
- فرهنگ مهرپرور (بازیگر مهمان)
- رافی خاچاطوریان
- مهری نصیری
- بهاره اشتیاقی
- رحیم بقائی
- سهراب هدایتی
- آتوسا پناهی
- شیده رحمانی
- رضا هوشمند

### عوامل تولید
- کارگردان: بهزاد اشتیاقی
- نویسندگان: بهزاد اشتیاقی و هادی خرسندی
- فیلمبردار: محمدعلی خیاطان، رضا تقی‌نژاد، جواد صفا
- محصول: تلویزیون ملی ایران
- سال تولید و پخش: ۱۳۵۳–۱۳۵۷